# Kanton Mortagne-sur-Sèvre
Kanton Mortagne-sur-Sèvre (fr. Canton de Mortagne-sur-Sèvre) je francouzský kanton v departementu Vendée v regionu Pays de la Loire. Tvoří ho 12 obcí.

## Obce kantonu
- Chambretaud
- La Gaubretière
- Les Landes-Genusson
- Mallièvre
- Mortagne-sur-Sèvre
- Saint-Aubin-des-Ormeaux
- Saint-Laurent-sur-Sèvre
- Saint-Malô-du-Bois
- Saint-Martin-des-Tilleuls
- Tiffauges
- Treize-Vents
- La Verrie